# Союз ТМА-1
Союз ТМА-1 — космический корабль серии «Союз ТМА». Первый корабль данной серии.

## Параметры полёта
- Масса аппарата — 7220 кг.
- Наклонение орбиты — 51,64°.
- Период обращения — 88,81 мин.
- Перигей — 202 км.
- Апогей — 259 км.

## Экипаж старта
- Командир корабля — Сергей Залётин (2-й полёт) —  Россия.
- Бортинженер-1 — Франк Де Винне (1-й полёт) — ESA  Бельгия.
- Бортинженер-2 — Юрий Лончаков (2-й полёт) —  Россия.

## Дублирующий экипаж
- Командир корабля — Юрий Лончаков.
- Бортинженер — Александр Лазуткин.

## Экипаж возвращения
Члены 6-й долговременной экспедиции:
- Командир корабля — Николай Бударин .
- Бортинженер-1 — Кеннет Бауэрсокс .
- Бортинженер-2 — Доналд Петтит .

## Описание полёта

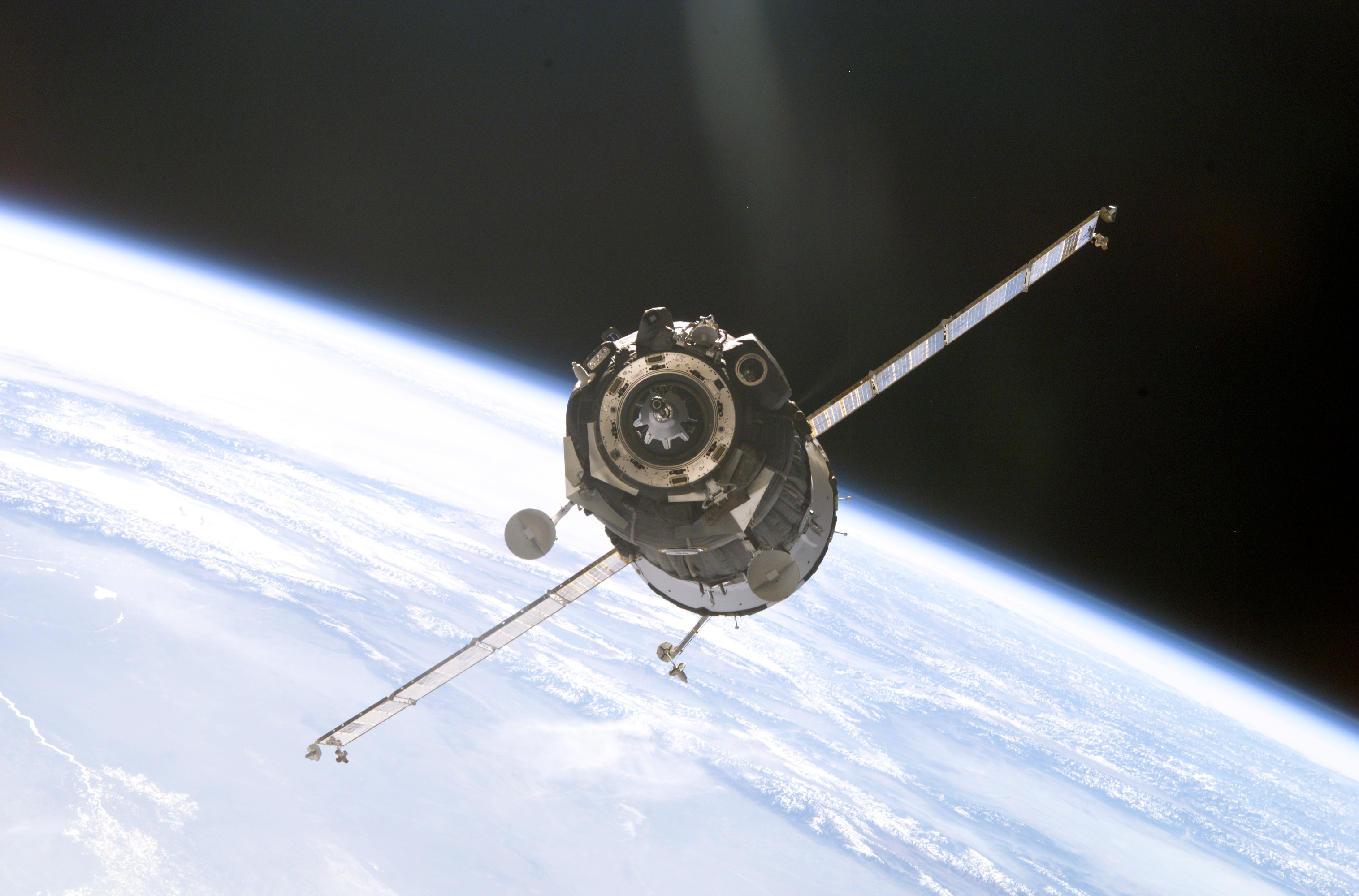
Подлёт корабля «Союз ТМА-1» к МКС для стыковки

Программой полёта предусматривалась стыковка корабля «Союз ТМА-1» с Международной космической станцией (МКС) и доставка экипажа 5-й долговременной экспедиции МКС и экспедиция посещения (ЭП-4). Впервые при входе в атмосферу спускаемый аппарат самопроизвольно перешёл в режим баллистического спуска (во время штатного схода выполняется режим полубаллистического (скользящего) спуска). В дальнейшем все операции по спуску и посадке прошли штатно. Причиной перехода на баллистический спуск была неадекватная работа блока управления спуском из-за весьма редкого сочетания входных сигналов по каналам тангажа, крена и рыскания.